# Mézières-en-Brenne
Mézières-en-Brenne je naselje in občina v srednjem francoskem departmaju Indre regije Center. Leta 2009 je naselje imelo 1.076 prebivalcev.

## Geografija
Naselje leži v pokrajini Berry v osrčju naravnega regijskega parka Brenne ob reki Claise, 40 km zahodno od Châteaurouxa.

## Uprava
Mézières-en-Brenne je sedež istoimenskega kantona, v katerega so poleg njegove vključene še občine Azay-le-Ferron, Obterre, Paulnay, Sainte-Gemme, Saint-Michel-en-Brenne, Saulnay in Villiers s 3.566 prebivalci.
Kanton Mézières-en-Brenne je sestavni del okrožja Le Blanc.

## Zanimivosti
- kolegialna cerkev sv. Marije Magdalene;

## Pobratena mesta
- Barzanò (Lombardija, Italija),
- Watou (Flandrija, Belgija).